# Belleville, Rhône
Belleville är en kommun i departementet Rhône i regionen Auvergne-Rhône-Alpes i östra Frankrike. Kommunen ligger i kantonen Belleville som tillhör arrondissementet Villefranche-sur-Saône. År 2018 hade Belleville 8 198 invånare.

## Befolkningsutveckling
Antalet invånare i kommunen Belleville
| Referens: INSEE |